# 대한민국 민사소송법 제91조
대한민국 민사소송법 제91조는 소송대리권의 제한에 대한 민사소송법 조문이다.

## 조문
제91조(소송대리권의 제한) 소송대리권은 제한하지 못한다. 다만, 변호사가 아닌 소송대리인에 대하여는 그러하지 아니하다.